# High School DxD
A High School DxD (ハイスクールD×D; Hepburn: Haisukūru Dī Dī), japán light novel sorozat, amelynek írója Ichiei Ishibumi és rajzolója Miyama-Zero.

## Cselekmény
Egy átlagos fiú démonná válásáról és a körülötte lévő románcról szól. A fiú neve Hyoudou Issei (兵藤 一誠) egy másodéves középiskolás, kinek erős mellmániája van. Egy nap randira hívja őt egy lány és egy szokatlan kérés után megöli Issei-t. Később egy harmadéves középiskolás lány, a A Rejtélyeket tanulmányozó Klub elnöke és az "udvarlók egyike Rias Gremory (リアス・グレモリー) feltámasztja őt, immár démonként és a szolgálja-ként. Perverz főhősünk élete innentöl kezdve megváltozott, és megismerkedik a klub többi tagjával, az elnök-helyettes Akeno Himejima-val (姫島 朱乃), az iskola szépfiúja Yuuto Kiba-val (木場 祐斗) és a klub kabalája Koneko Toujou-val (塔城 小猫), illetve később egy fiatal apácával Asia Argentoval (アーシア・アルジェント) is.

## Szereplők
Hyoudou Issei (兵藤 一誠)
Szinkronhangja: Yūki Kaji  (japán), Scott Freeman (1-2.évad) Josh Grelle (3-4.évad) (angol)
Az anime sorozat főszereplője. Másodéves középiskolás a Kuoh Akadémián, és a perverzségérül híres. Egy Yuma Amano nevü lány elmegy vele randevúzni. Később  kiderül hogy a valódi neve Raynare és ő egy bukott angyal, akinek feltett szándéka hogy megölje Issei-t. Miután Rias Gremory feltámasztja őt, démonná és szolgájává válik, és csatlakozik az iskolai Rejtélyeket tanulmányozó Klub-hoz. Ishibumi úgy írja le, mint "egy srác, aki szereti a lányokat és nagyon buta".
Rias Gremory (リアス・グレモリー)
Szinkronhangja: Yōko Hikasa  (japán), Jamie Marchi (angol)
Asia Argento (アーシア・アルジェント)
Szinkronhangja: Azumi Asakura  (japán), Chloe Daniels (1-3.évad) Leah Clark (4.évad) (angol)
Akeno Himejima (姫島 朱乃)
Szinkronhangja: Shizuka Itō  (japán), Teri Rogers (1-2.évad) Kelly Angel (3-4.évad) (angol)
Koneko Toujou (塔城 小猫)
Szinkronhangja: Ayana Taketatsu  (japán), Jad Saxton (angol)
Yuuto Kiba (木場 祐斗)
Szinkronhangja: Kenji Nojima  (japán), Sean O'Connor (angol)
Xenovia Quarta (ゼノヴィア・クァルタ)
Szinkronhangja: Risa Taneda  (japán), Lauren Landa (angol)
Irina Shidou (紫藤 イリナ)
Szinkronhangja: Maaya Uchida  (japán), Kristi Kang (angol)
Gasper Vladi (ギャスパー・ヴラディ)
Szinkronhangja: Ayane Sakura  (japán), Alison Viktorin (angol)
Azazel (アザゼル)
Szinkronhangja: Rikiya Koyama  (japán), Phil Parsons (angol)
Rossweisse (ロスヴァイセ)
Szinkronhangja: Ai Kakuma  (japán), Mallorie Rodak (angol)
Ravel Phenex (レイヴェル・フェニックス)
Szinkronhangja: Asuka Nishi  (japán), Brittney Karbowski (angol)
Ophis (オーフィス)
Szinkronhangja: Suzuko Mimori  (japán), Megan Shipman (angol)

## Fogadtatás
Az Oricon szerint a High School DxD volt a hatodik legkelendőbb könnyűregény-sorozat Japánban 2012-ben, összesen 654 224 darabot adtak el. Ezenkívül 2013-ban a High School DxD több mint 346 173 példányt adott el az Oricon szerint. Az első mangakötet angol verziója a 2. helyet érte el a The New York Times bestseller-listáján. 2018. március 20-án az első 25 kötet 4 millió példányban jelent meg.